# Du thésauriseur et du singe
Du thésauriseur et du singe est la troisième fable du livre XII de Jean de La Fontaine situé dans le troisième et dernier recueil des Fables de La Fontaine, édité pour la première fois en 1693 mais daté de 1694.

## Texte de la fable

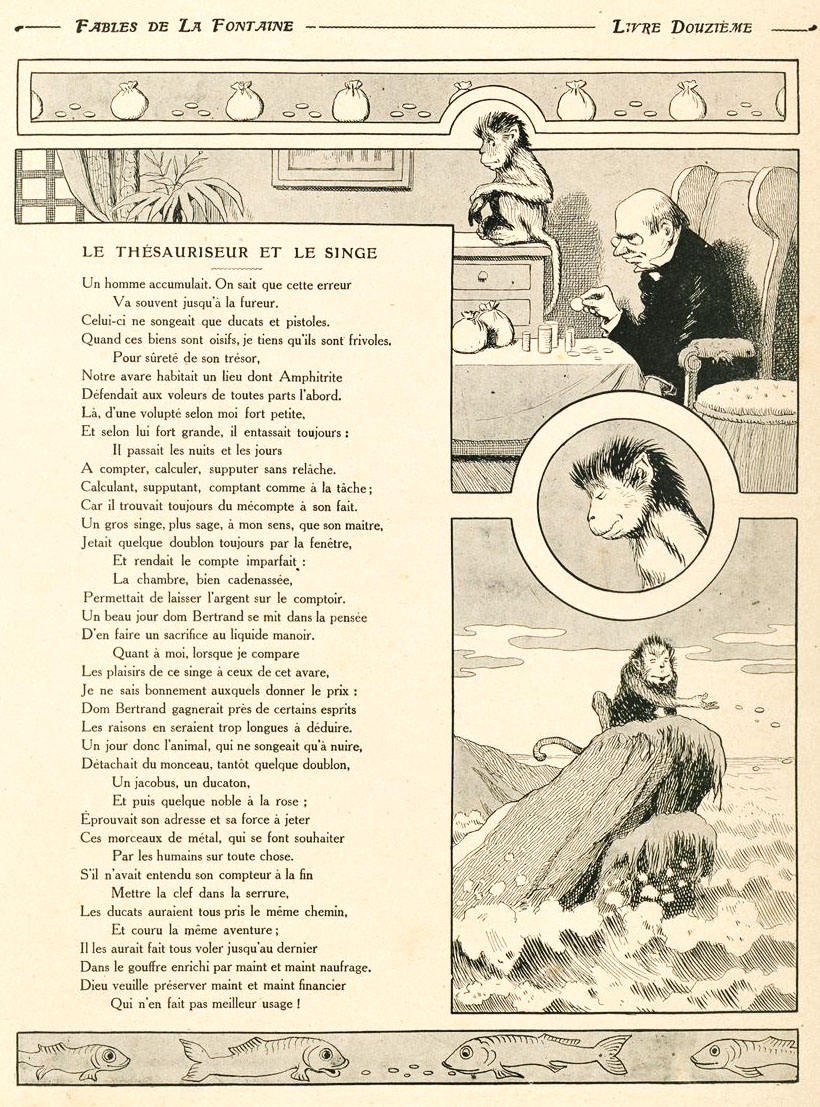
Dessin de Benjamin Rabier

Un Homme accumulait. On sait que cette erreur

Va souvent jusqu’à la fureur.

Celui-ci ne songeait que Ducats et Pistoles.

Quand ces biens sont oisifs, je tiens qu’ils sont frivoles.

Pour sûreté de son Trésor

Notre Avare habitait un lieu dont Amphitrite

Défendait aux voleurs de toutes parts l’abord.

Là d’une volupté, selon moi fort petite,

Et selon lui fort grande, il entassait toujours.

Il passait les nuits et les jours

À compter, calculer, supputer sans relâche ;

Calculant, supputant, comptant comme à la tâche,

Car il trouvait toujours du mécompte à son fait :

Un gros Singe plus sage, à mon sens, que son maître,

Jetait quelque doublon toujours par la fenêtre,

Et rendait le compte imparfait.

La chambre bien cadenassée

Permettait de laisser l’argent sur le comptoir.

Un beau jour Dom Bertrand se mit dans la pensée

D’en faire un sacrifice au liquide manoir.

Quant à moi, lors que je compare

Les plaisirs de ce Singe à ceux de cet Avare,

Je ne sais bonnement auxquels donner le prix :

Dom Bertrand gagnerait près de certains esprits ;

Les raisons en seraient trop longues à déduire.

Un jour donc l’animal, qui ne songeait qu’à nuire,

Détachait du monceau tantôt quelque doublon,

Un jacobus, un ducaton, 

Et puis quelque noble à la rose ;

Éprouvait son adresse et sa force à jeter

Ces morceaux de métal qui se font souhaiter

Par les humains sur toute chose.

S’il n’avait entendu son Compteur à la fin

Mettre la clef dans la serrure,

Les Ducats auraient tous pris le même chemin,

Et couru la même aventure.

Il les aurait fait tous voler, jusqu’au dernier,

Dans le gouffre enrichi par maint et maint naufrage.

Dieu veuille préserver maint et maint Financier

Qui n’en fait pas meilleur usage.
— Jean de La Fontaine, Fables de La Fontaine, Du thésauriseur et du singe, texte établi par Jean-Pierre Collinet, Fables, contes et nouvelles, Gallimard, « Bibliothèque de la Pléiade », 1991, p. 457